# AES67
O AES67 é uma tecnologia padrão de interoperabilidade de áudio-sobre-IP. Este padrão foi desenvolvido pela Audio Engineering Society e foi publicado em setembro de 2013.. É um protocolo de nível 3 baseado em padrões já existentes e foi desenhado de forma a permitir interoperabilidade entre vários sistemas de transmissão de áudio baseados em IP, tal como RAVENNA, Livewire, Q-LAN e Dante. Ele também identifica parecenças com Audio Video Bridging (AVB) e documenta cenários de interoperabilidade.
Este padrão foi implementado pela Axia, Wheatstone, Riedel and ALC NetworX e é suportado pelos aparelhos RAVENNA-sobre o perfil operacional AES67. Audinate, QSC, Archwave, Digigram e a Wheatstone anunciou planos para implementar o modelo.
O AES67 promete interoperabilidade com sistemas de áudio-sobre-IP and long-term network interoperation between systems.
Em outubro de 2014 foi formada a Media Networking Alliance com o objetivo de promover a adoção do AES67.
Em outubro de 2014 foi feito um plugfestpara testar a interoperabilidade conseguida com AES67.